# Das tapfere Bettelmännlein

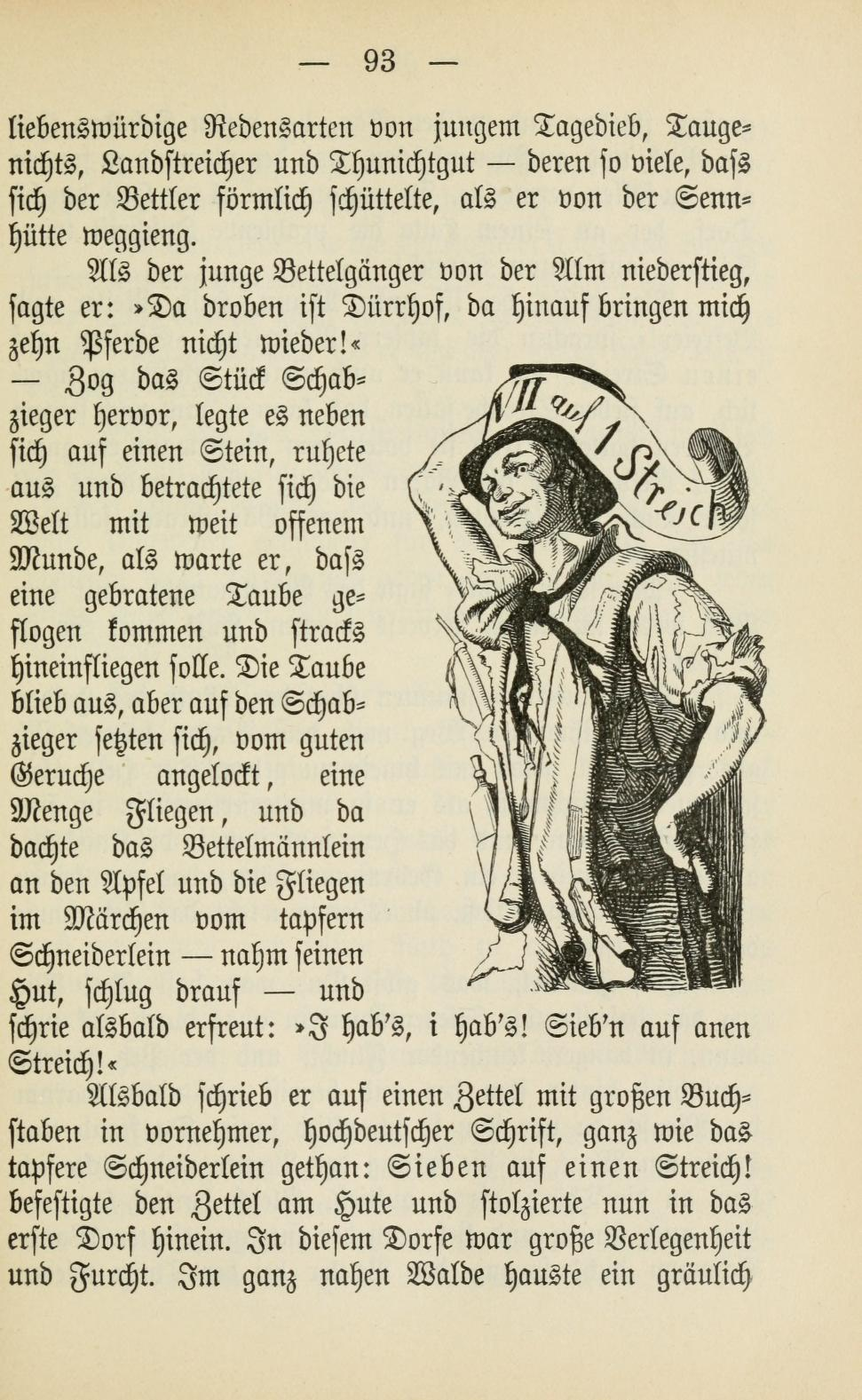
Illustration, 1890

Das tapfere Bettelmännlein ist ein Märchen (AaTh 1640, 1563, 1088). Es steht in Ludwig Bechsteins Neues deutsches Märchenbuch an Stelle 17 und basiert auf Der Bettler in Ignaz und Josef Zingerles Kinder- und Hausmärchen aus Süddeutschland von 1854.

## Inhalt
Ein fauler Bettler will ein Held sein wie das tapfere Schneiderlein. Er haut mit seinem Hut nach den Fliegen auf dem Käse, den er auf der Alm erbettelt hat, und schreibt einen Zettel: „Sieben auf einen Streich!“ Da bitten ihn Bauern, einen Bär zu erlegen. Er tut groß, dann flieht er vor dem Bären in eine Hütte und sperrt ihn dort ein. Die Bauern trauen sich nicht hinein, er erschießt ihn durchs Fenster und wird als Held entlohnt. Er soll noch einen wilden Mann im Gebirge töten. Wieder tut er, als sei das gar nichts. Er will sich verdrücken, flieht als er ihm begegnet und stürzt ihn in eine Schlucht. Der bittet ihn, bei seiner Frau, der wilden Fangga, einen Keil zu holen. Er holt stattdessen den Geldsack, flieht und reißt unterwegs einem Lamm die Gedärme heraus. So erzählen die Schäfer dem verfolgenden Riesen, er habe seine eigenen Gedärme weggeworfen, um schneller zu sein. Der macht es nach und stirbt.

## Herkunft
Bechstein bemerkt, dass hier offenbar Das tapfere Schneiderlein den Tiroler Bergen angepasst wurde, was er weiter ausarbeitet. Er charakterisiert den Helden als faulen Märchenleser, der vom Schlaraffenland träumt (vgl. Das Märchen vom Schlaraffenland) und aufschneidet, die Bauern wollten dem Bären vielleicht „Tanzstunden geben“, vgl. Vom klugen Schneiderlein. Bei dem „Bärenhäuter“ denkt man an Grimms Der Bärenhäuter. Ungelenke, dialektgefärbte Rede charakterisiert die naiven Bauern. Unklare Formulierungen der Vorlage werden umschrieben, etwa dass der Wilde Mann sich festklemmt und ihn zur Fangga schickt.